# كلوستريديوم بيوتيل السكر
كلوستريديوم ساكاروبيوتيليكام أو كلوستريديوم بيوتيل السكر هي بكتيريا منتجة للإندول وبشكل ملحوظ للأسيتون, وللبيوتانول وللإيثانول, بنوع سلالة DSM 13864T (= ATCC (شركة مجموعة المستنبتات أمريكية النمط) BAA-117T). وقد تم تحديد تسلسل جينوم هذه البكتيريا.

## قراءة إضافية
- Keis S، Sullivan JT، Jones DT (2001). "Physical and genetic map of the Clostridium saccharobutylicum (formerly Clostridium acetobutylicum) NCP 262 chromosome". Microbiology. ج. 147 ع. Pt 7: 1909–22. DOI:10.1099/00221287-147-7-1909. PMID:11429467.
- Law, Laurent. Production of biobutanol from white grape pomace by Clostridium saccharobutylicum using submerged fermentation. Diss. AUT University, 2010.

## روابط خارجية
- (بالfr+en) مرجع موسوعة الحياة (EOL) : كلوستريديوم بيوتيل السكر
- LPSN
- Type strain of Clostridium saccharobutylicum at BacDive - the Bacterial Diversity Metadatabase